# Сула (озеро)
Су́ла (Сила-ярви, Сулой, Суло) — озеро на западе Западно-Карельской возвышенности в России, располагается на территории Муезерского района Республики Карелия.

## Общие сведения
Площадь поверхности — 27,1 км². Площадь водосборного бассейна — 3970 км², высота над уровнем моря — 167 м.
Котловина ледниково-тектонического происхождения.
Озеро кольцеобразной формы, вытянуто с северо-запада на юго-восток. Берега возвышенные, каменисто-песчаные, местами заболоченные, покрыты смешанным лесом. На озере 12 островов общей площадью 8,2 км², на середине озера расположен крупный Сула-остров.
Основной приток — река Сула. Сток — река Лендерка, расположен в юго-западной части озера.
Дно в основном покрыто зелёными илистыми отложениями, цвет воды жёлто-коричневый. Высшая водная растительность представлена тростником в заливах.
В озере обитают ряпушка, щука, окунь, сиг, лещ, плотва, налим.